# Yutz

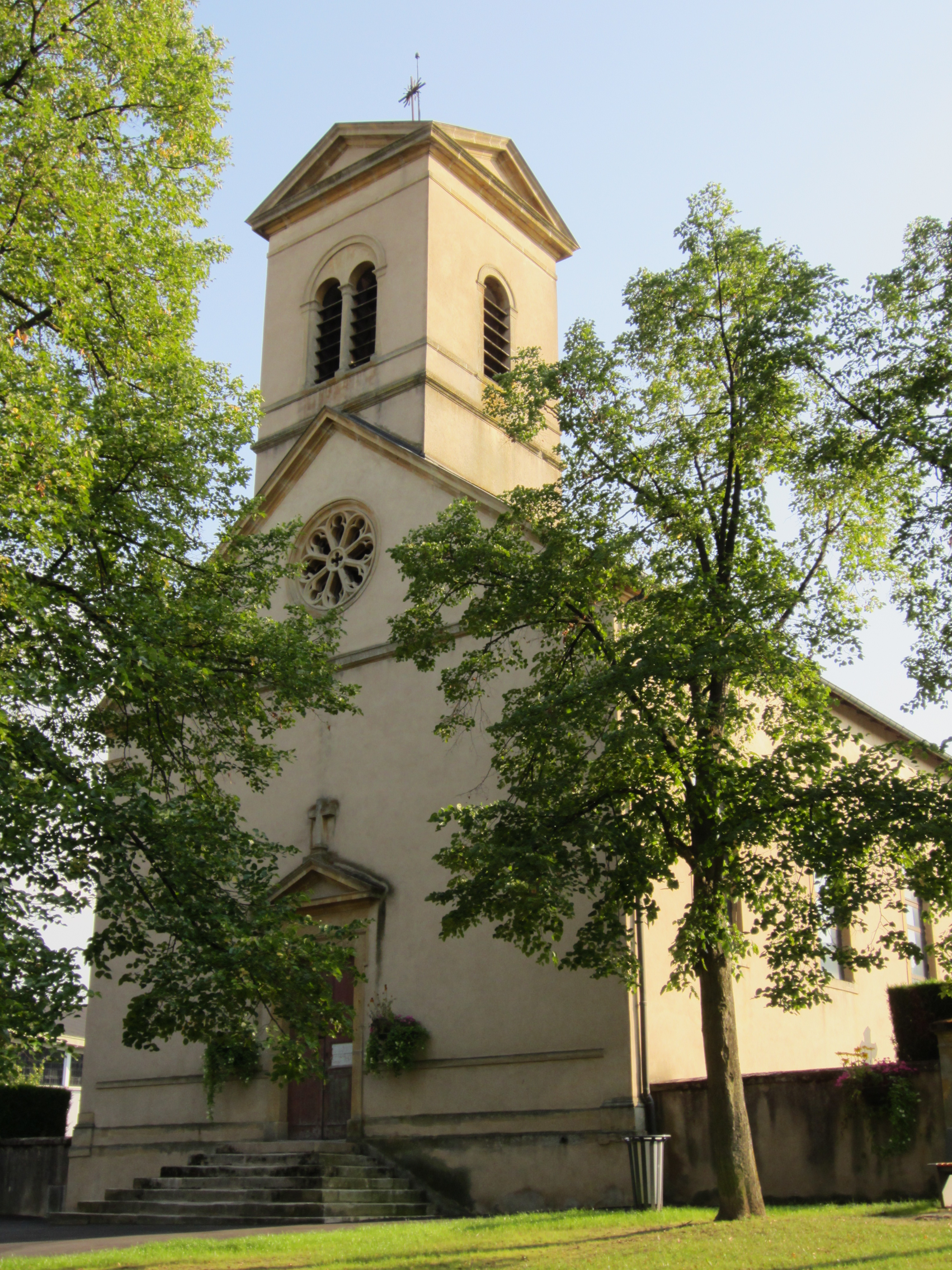
Kirche St. Ursula

Yutz (deutsch Jeutz,  auch Jutz, Jütz, Yutz, Yeutz und Teutz; lothringisch Jäitz) ist eine französische Gemeinde mit 17.497 Einwohnern (Stand 1. Januar 2022) im Département Moselle in der Region Grand Est (bis 2015 Lothringen).
Die Einwohner nennen sich auf Französisch Yussois und Yutzois.

## Geographie
Die Gemeinde liegt am rechten Ufer  der Mosel gegenüber der Stadt Thionville (deutsch Diedenhofen).

## Geschichte
Die Gemarkung des Orts gehörte früher zum Bistum Metz. Der Ort wurde erstmals 830 als Judich erwähnt.  Beispiele weiterer älterer Ortsbezeichnungen sind Comitatus Judiacensis  (9. und 10. Jh.), Judicium (844), Comitatus Judich (960),  Comitatus Judiciensis (973), Jeutz, Geutz (1544), Yudtz (17. Jahrhundert) und Jtz (1686).
Die Gegend war, wie der Fund von zwei Schnabelkannen in Niederjeutz in den 1920er Jahren zeigt, schon in der Latènezeit von Kelten bewohnt. Die beiden Kannen sind zeremonielle Gefäße aus der Eisenzeit (Mitte des 5. Jahrhunderts v. Chr.). Nach ihrem Ankauf durch das British Museum wurden sie als „große Meisterwerke, die die meisten Schlüsselmerkmale der frühen keltischen Kunst vereinen“, beschrieben. Sie ähneln der Kanne vom Dürrnberg in Österreich. Niederjeutz hatte eine sehr alte Kirche, die 1815 zerstört wurde.
Die Region  kam durch den Frieden von Frankfurt vom 10. Mai 1871 an Deutschland und wurde dem Bezirk Lothringen im Reichsland Elsaß-Lothringen zugeordnet. Nach dem Ersten Weltkrieg wurde durch den Versailler Vertrag die Abtretung an Frankreich bestimmt. Während des Zweiten Weltkriegs war die Region von der deutschen Wehrmacht besetzt.
Die heutige Gemeinde entstand am 24. Dezember 1970 durch die Zusammenlegung der beiden Gemeinden Basse-Yutz (Niederjeutz) und Haute-Yutz (Oberjeutz).

### Wappen
Das Stadtwappen entspricht dem Wappen der Familie Meilbourg, den ältesten Herren von Nieder- und Oberjeutz. Die Familie Meilbourg oder Milberg, Milburg und manchmal Mirabel, die aus dem Haus Rodemach stammte, starb zu Beginn des 15. Jahrhunderts aus. J.-C. Loutsch gibt ihm das Wappen der Rodemacks. Die Heraldische Kommission des Départements Moselle unterscheidet die Wappen der beiden Häuser, indem die jeweils drei blauen und goldenen Balken anders angeordnet sind (für Yutz /Meinbourg oben mit Blau beginnend, für Rodemack / Rodemach oben mit Gold beginnend). Die frühere Gemeinde Basse-Yutz trug auf dem aktuellen Wappen zur Unterscheidung von der Nachbargemeinde Haute-Yutz ein Schwert als Symbol der Gerechtigkeit, was auf den frühen lateinischen Ortsnamen (Judicium) bezogen war.

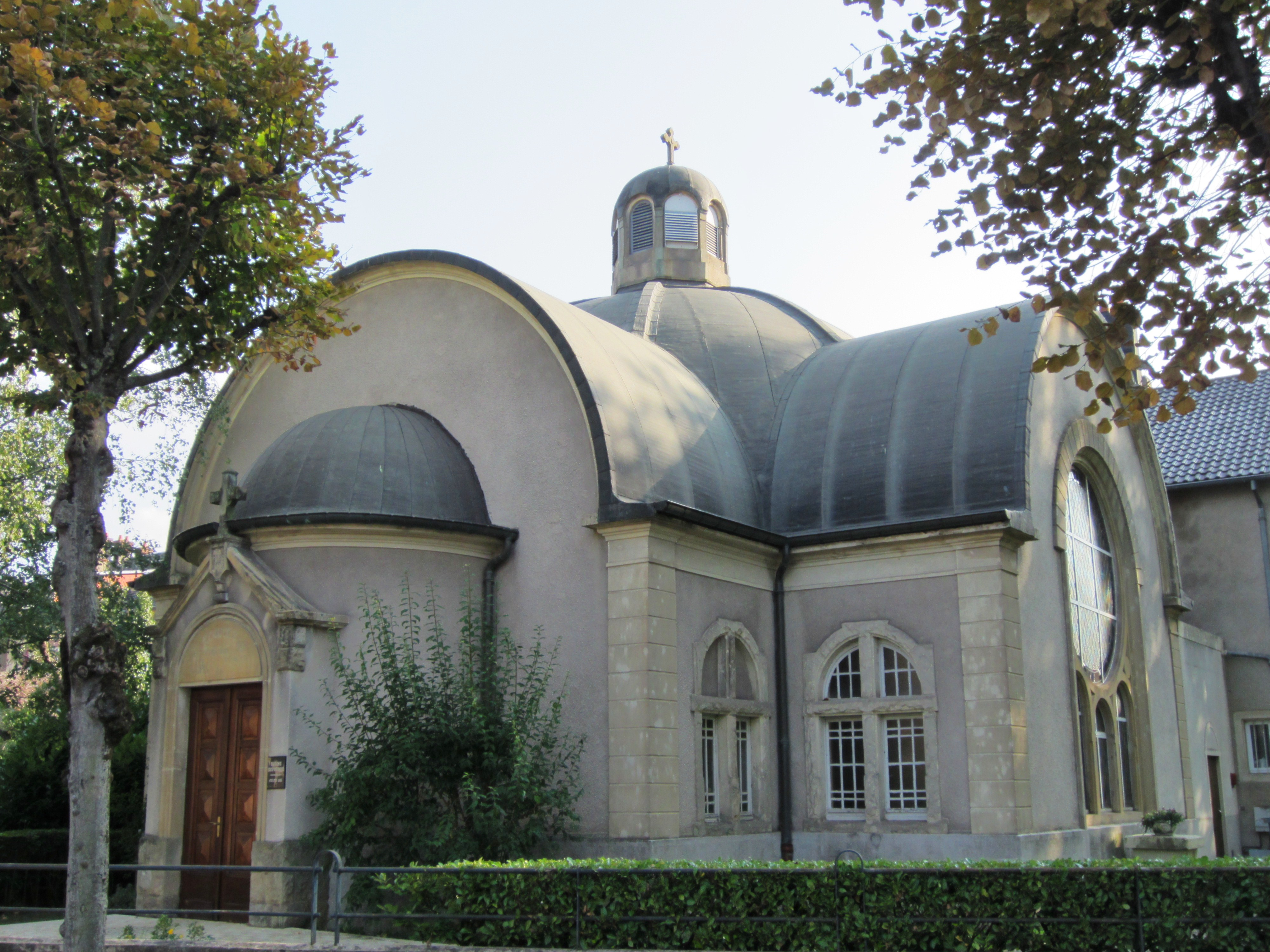
Reformierte Kirche Yutz
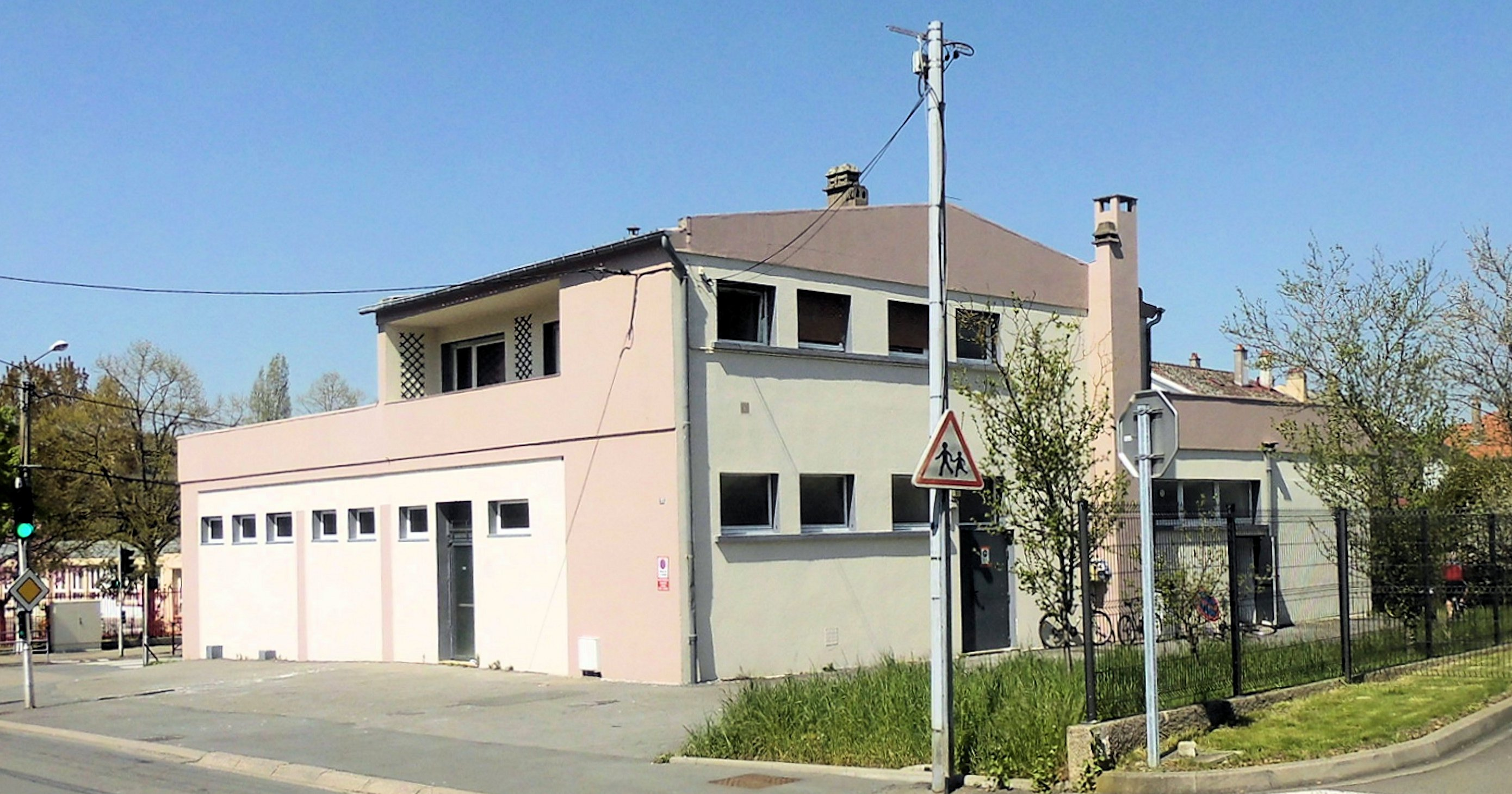
Moschee El-Hamdoullilah
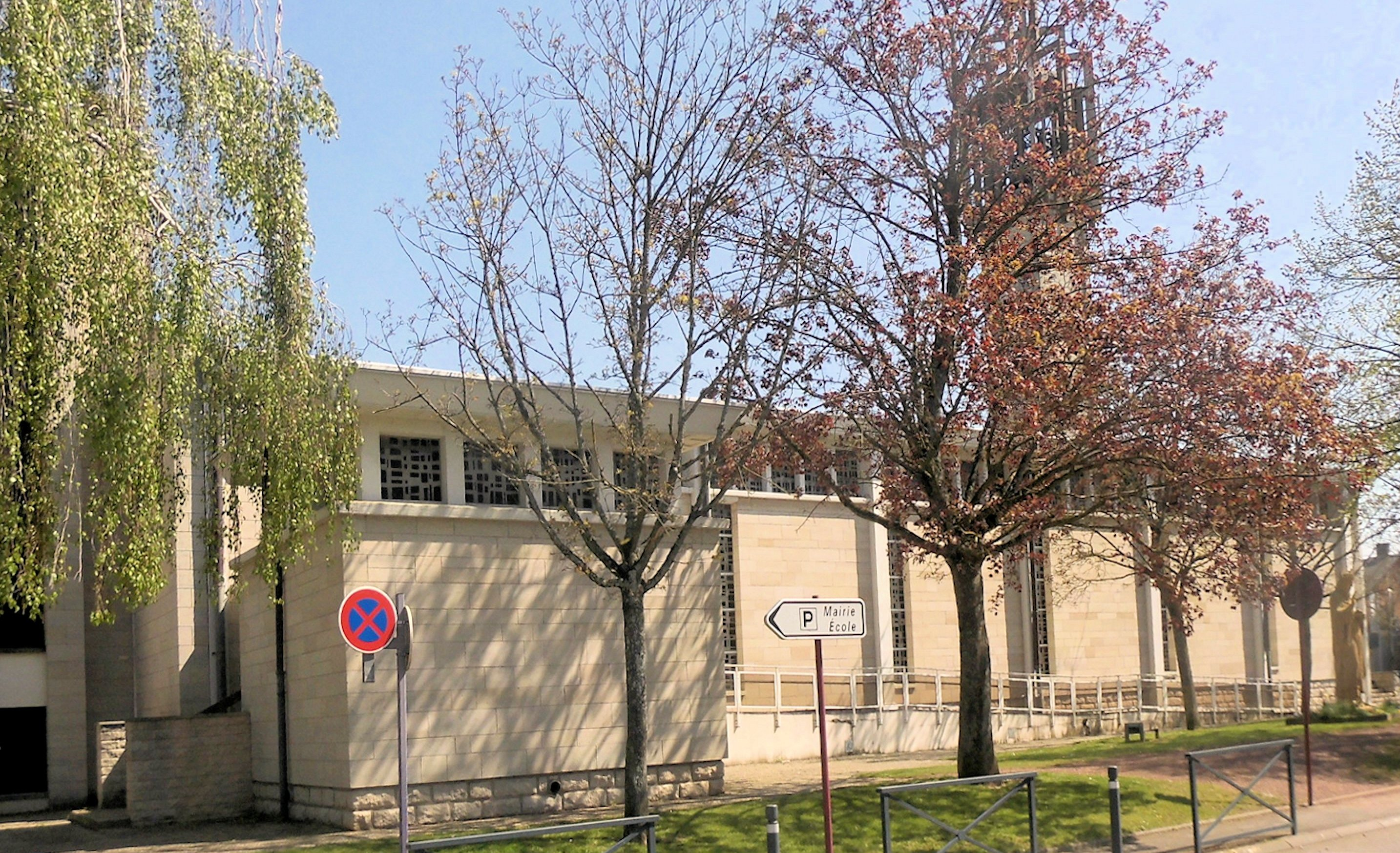
Kirche St. Nikolaus
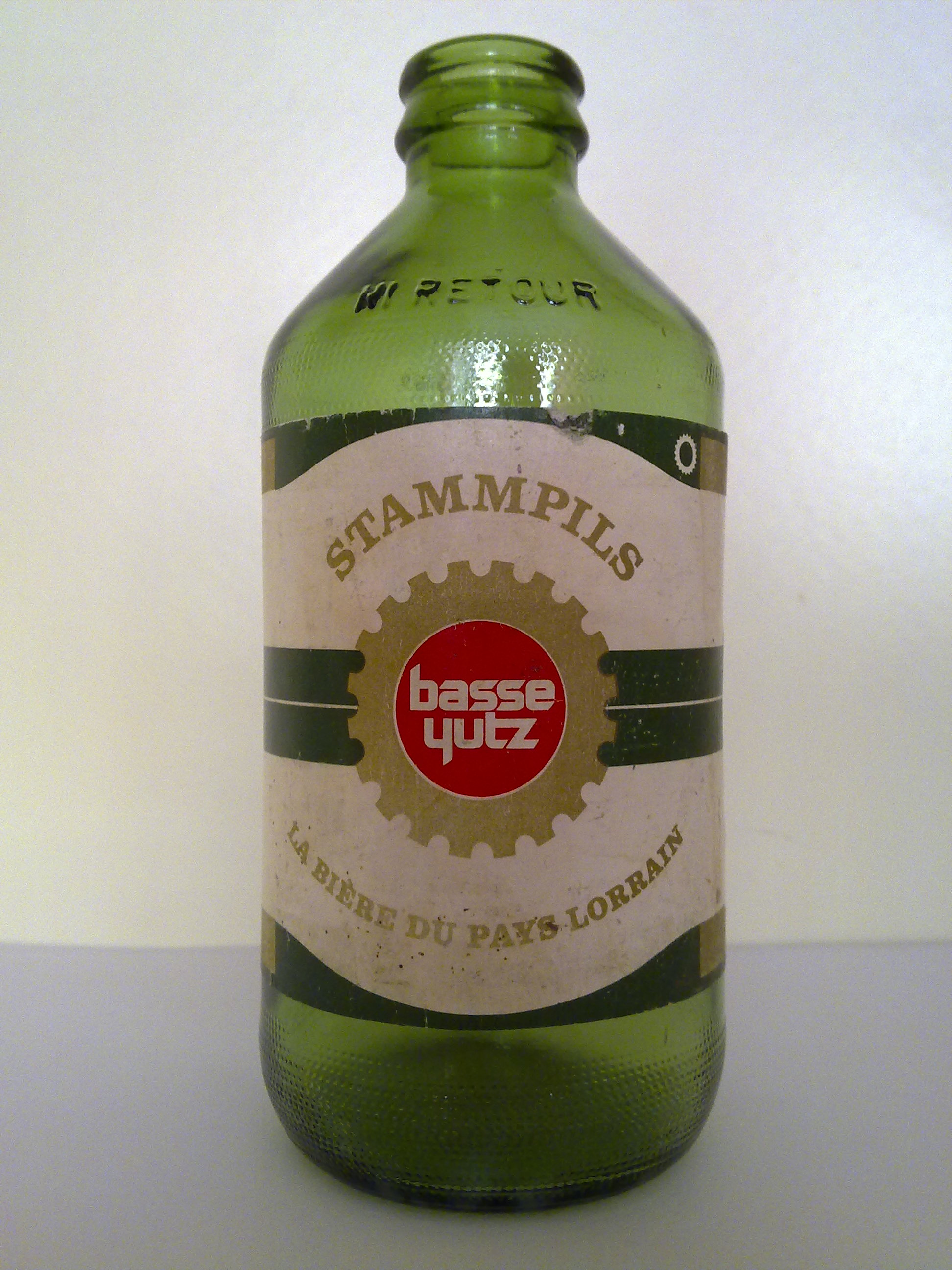
Basse-Yutz-Bier
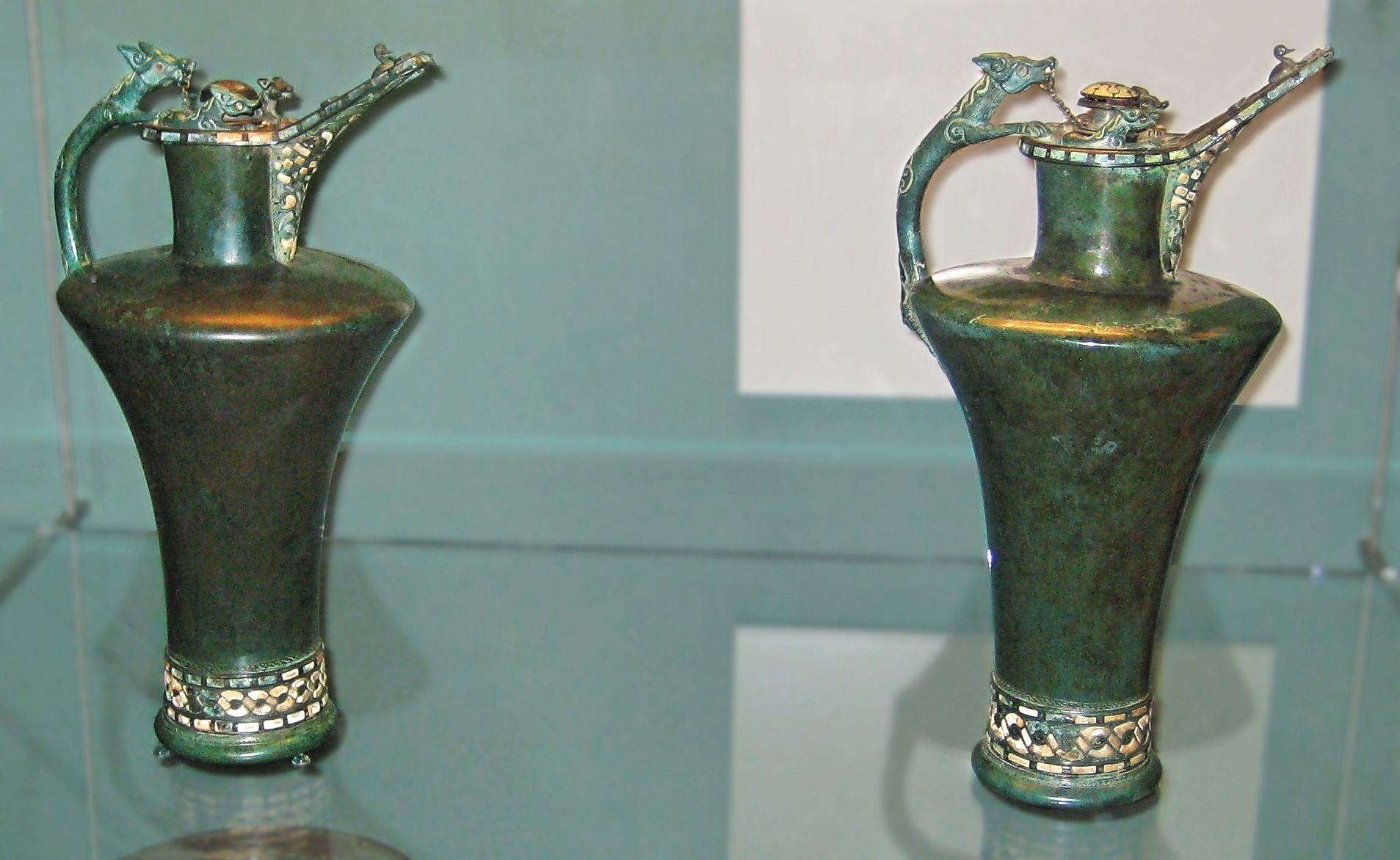
Keltische Kannen von Niederjeutz

### Demographie
| Jahr | Einwohner | Anmerkungen |
| ---- | --------- | --- |
| 1793 | 742       | davon 413 in Niederjeutz und 329 Einwohner in Oberjeutz |
| 1806 | 879       | davon 525 in Niederjeutz und 354 Einwohner in Oberjeutz |
| 1861 | 1375      | [ 4 ] [ 9 ] |
| 1871 | 1423      | auf einer Fläche von 1302 ha, in 295 Häusern mit 332 Familien, darunter sechs Evangelische; nach anderen Angaben 940 Einwohner |
| 1880 | 1439      | am 1. Dezember, auf einer Fläche von 1013 bzw. 376 ha, in 242 bzw. 82 Häusern, davon 1077 Einwohner in Niederjeutz (1034 Katholiken und 43 Protestanten) und 362 Einwohner in Oberjeutz (356 Katholiken, eine evangelische Person und fünf Juden) |
| 1885 | 1795      | davon 1366 in Niederjeutz und 369 in Oberjeutz |
| 1890 | 1819      | in 247 bzw. 82 Häusern mit 319 bzw. 94 Haushaltungen, davon 1419 Einwohner in Niederjeutz (1227 Katholiken, 189 Protestanten und drei Juden) und 400 Einwohner in Oberjeutz (368 Katholiken, 24 Protestanten und acht Juden)                      |
| 1905 | 6069      | davon 5334 in Niederjeutz (darunter 1405 Evangelische) und 735 Einwohner in Oberjeutz |
| 1910 | 7405      | am 1. Dezember, davon 6554 in Niederjeutz und 851 Einwohner in Oberjeutz |

| Jahr      | 1962   | 1968   | 1975   | 1982   | 1990   | 1999   | 2007   | 2019   |
| Einwohner | 10.565 | 11.327 | 17.029 | 15.444 | 13.920 | 14.687 | 16.019 | 17.143 |

## Persönlichkeiten
- François Zimmer (1860–nach 1918), Bankier und Landtagsabgeordneter
- Edmund Pnischeck (1883–1954), Bürgermeister von Niederjeutz 1918
- Annelise Reichmann (1902–2000), Malerin und Grafikerin
- Wilhelm Emrich (1909–1998), Literaturwissenschaftler
- Elisabeth Grümmer (1911–1986), Sängerin
- Paul Joseph Schmitt (1911–1987), Bischof von Metz
- Christophe Fuhrmann (* 1965), Fußballspieler

## Belege
1. 1 2 3  Eugen H. Th. Huhn: Deutsch-Lothringen. Landes-, Volks- und Ortskunde, Stuttgart 1875, S. 318 (online).
2. 1 2  Georg Lang: Der Regierungs-Bezirk Lothringen. Statistisch-topographisches Handbuch, Verwaltungs-Schematismus und Adressbuch, Metz 1874, S. 106 (online).
3. 1 2  Franz Xaver Kraus: Kunst und Alterthum in Elsass-Lothringen. Beschreibende Statistik. Band III: Kunst und Althertum in Lothringen, Friedrich Bull, Straßburg 1886, S. 1047 (Google online).
4. 1 2  Vollständiges geographisch-topographisch-statistisches Orts-Lexikon von Elsass-Lothringen. Enthaltend: die Städte, Flecken, Dörfer, Schlösser, Gemeinden, Weiler, Berg- und Hüttenwerke, Höfe, Mühlen, Ruinen, Mineralquellen u. s. w. mit Angabe der geographischen Lage, Fabrik-, Industrie- u. sonstigen Gewerbethätigkeit, der Post-, Eisenbahn- u. Telegraphen-Stationen u. geschichtlichen Notizen etc. Nach amtlichen Quellen bearbeitet von H. Rudolph. Louis Zander,  Leipzig 1872, Sp. 61, siehe Teutz (online)
5. ↑  Spitzname „die Muertentrippler“, das heißt  diejenigen, die auf Möhren herumtrampeln; vergleiche Passé-Présent, La Moselle dévoilée, n°6, Juin-Juillet-Août 2012, S. 14 (PDF-Datei).
6. ↑  Monika Buchmüller-Pfaff: Siedlungsnamen zwischen Spätantike und frühem Mittelalter. Die -iacum-Namen der römischen Provinz Belgica Prima. 1990, Seite 690.
7. ↑  C. Stockert, Das Reichsland Elsaß-Lothringen. Geographischer Leitfaden für die Höheren Lehranstalten, Friedrich Bull, Straßburg 1873, S. 66 (online).
8. ↑  Wappenbeschreibung auf genealogie-lorraine.fr (französisch)
9. 1 2 3 4  Yutz la Basse (Niederjeutz) und Yutz la Haute (Oberjeutz) – statistische Angaben der Arbeitsgruppe für Demographie und Geschichte der École des hautes études en sciences sociales (EHESS), Frankreich
10. ↑  Gustav Neumann: Das Deutsche Reich in geographischer, statistischer und topographischer Beziehung, Band II, Grg. Ferd. Otto Müller, Berlin 1874, S. 560–562 (online)
11. ↑  Statistisches Büro des Kaiserlichen Ministeriums für Elsaß-Lothringen (Hrsg.): Ortschafts-Verzeichniß von Elsaß-Lothringen.  Aufgestellt auf Grund der Volkszählung vom 1. Dezember 1880. Friedrich Bull, Straßburg 1884, S. 112, Ziffern 1346 und 1347 (online).
12. 1 2  Michael Rademacher: Landkreis Diedenhofen, Elsaß-Lothringen. Online-Material zur Dissertation, Osnabrück 2006. In: eirenicon.com.
13. 1 2  Statistisches Büreau des Kaiserlichen Ministeriums für Elsaß-Lothringen: Die Bewegung der Bevölkerung in Elsaß-Lothringen, Druck von M. DuMont-Schauberg, Straßburg 1893, S. 104–105, Kanton Fiedenhofen, Ziffern 12 und 13 (online).
14. ↑  Niederjeutz, Lexikoneintrag in: Meyers Großes Konversations-Lexikon. 6. Auflage, Band 14, Leipzig/Wien 1908, S. 631 (Zeno.org)
15. ↑  Kreis Diedenhofen-West -  gemeindeverzeichnis.de (U. Schubert, 2021)
16. ↑  Nieder Jeutz, Landkreis Diedenhofen-Ost, Elsass-Lothringen, in: Meyers Gazetteer (mit Eintrag aus Meyers Orts- und Verkehrslexikon, Ausgabe 1912, sowie einer historischen Landkarte der Umgebung von Nieder Jeutz).
17. ↑  Ober Jeutz, Landkreis Diedenhofen-Ost, Elsass-Lothringen, in: Meyers Gazetteer (mit Eintrag aus Meyers Orts- und Verkehrslexikon, Ausgabe 1912, sowie einer historischen Landkarte der Umgebung von Ober Jeutz).